# One More Time (musikalbum)
One More Time är ett musikalbum utgivet 1994 av den svenska popgruppen One More Time. Skivan hade inga större försäljningsframgångar och tog sig inte in på den svenska försäljningslistan. 
Tre av låtarna släpptes på singelskiva; Song of Fête, Get Out och The Dolphin. Den förstnämnda var den enda som tog sig in på försäljningslistan i Sverige, där den som högst nådde plats 36 under de två veckor den fanns med på topp 40. The Dolphin togs med på Nanne Grönvalls samlingsskiva 20 år med Nanne 2005. 
Det finns två versioner av låten The Dolphin; den på albumet och den på singeln. Enda skillnaden är dock att One More Time rättat till grammatiken på singelversionen. På albumet har de böjt ordet Catch felaktigt och sjunger Catched. På singeln har de rättat detta och sjunger den rätta böjningen av ordet, nämligen Caught.
Dazzle Light var en nyinspelning av en låt som funnits med på ett av Sound of Musics album (både Peter och Nanne Grönvall ingick i Sound of Music tidigare).

## Låtlista
1. Symphony of Doom
2. Get Out
3. The Dolphin
4. Anguish Kept in Secrecy
5. Song of Fête
6. Time
7. Moments of Passion
8. Dazzle Light
9. Chance of a Lifetime
10. Fairytale